# Zenjiren
Les Zenjiren ou Jiren sont les membres d’une fédération anarchiste créée au Japon en 1926 et disparaissant au début des années 1930, la Zenkoku rôdô kumiai jiyû rengôkai (l’Union générale libre des syndicats ouvriers). Le terme de Zenjiren, plus court, est également utilisé pour désigner le mouvement et le courant de pensée.
À la différence des communistes, les anarchistes japonais du début du XXe siècle se défient généralement  du christianisme, même si le contexte religieux japonais (religion moins oppressive et plus utilitariste) influe probablement sur leur attitude peu virulente à l’égard des religions. Osugi Sakae introduit l’individualisme et surtout la reconnaissance de l’individu. Cet aspect de la réflexion est développé par Sakae, qui se concentre sur le monde ouvrier mais surtout sur l’individu, en vivant selon ses principes. Bien qu’intégrant certains éléments de philosophie classique orientale à sa réflexion, il part surtout de la situation du Japon de son époque pour proposer un individualisme libertaire qu’il applique immédiatement et c’est sous son influence que l’anarchisme japonais, auparavant nihiliste, se tourne vers l’anarcho-syndicalisme.
Le mouvement lui-même est créé après l’exclusion des anarchistes de la Fédération générale du travail du Japon (Nihon rôdô sôdômei, ou Dōmei), par les socialistes et bolcheviks, majoritaires. L’Union fédère 8400 membres à sa création, puis 15 000 l’année suivante. La même année, le syndicat communiste (à son tour exclu de la Sôdômei) compte environ 12 500 membres,.
Les anarchistes, déjà la cible privilégiée de la répression impériale dans les années 1910 et 1920, voient ensuite leur mouvement décliner. Le conflit avec une autre organisation anarchiste japonaise dès 1927, la Ligue noire de la jeunesse (marquée par le communisme libertaire) puis la conquête de la Mandchourie par le Japon en 1931, annoncent la désagrégation du mouvement anarchiste japonais. Cela se confirme avec la liquidation des Jeunesses rurales (1934-1935) puis du Parti anarcho-communiste en 1935. 

## Figures et théoriciens de l’anarchisme japonais
- Shūsui Kōtoku (1871-1911)
- Hatta Shūzō (1886-1934)
- Iwasa Sakutarō (1879-1967)
- Sanshirō Ishikawa (1876-1956)